# 家政营养学
家政营养学（德语：Ökotrophologie；英语：Ecotrophology；均由希腊语词缀οἶκος（oikos，意为“家”）、τροφή（trophe，意为“营养”）与表示学科的后缀-λογία（-logía）构成）自20世纪60年代以来成为一门由家政学与营养学整合而成的独立的跨学科专业。这个词在德国以外很少见。 

## 大学专业

### 统计
根据联邦统计局的数据，在2012/2013冬季学期，9505名学生注册了营养与家政学专业的学士与硕士课程。 与去年相比，可以看到人数有2.5％的略微增长。这些学生中有28.4％是第一学期新生。 值得注意的是女生比例很高，只有16.2％的学生是男性。592名外国学生占学生总数的6.2％。 

### 院校
德国下列大学与应用科学大学有家政营养学专业：
- 安哈尔特应用技术大学（理学学士、理学硕士）
- 波恩大学（营养与家政学理学学士）
- 富尔达应用科学大学（理学学士）
- 吉森大学（理学学士、理学硕士）
- 汉堡应用科学大学（理学学士）
- 基尔大学（理学学士）
- 明斯特应用技术大学（理学学士）
- 下莱茵应用科学大学（理学学士）（课程停止；2016/17冬季学期起不再招收新生）
- 奥斯纳布吕克应用科学大学（理学学士）